# Burgstall Althexenagger
Der Burgstall Althexenagger ist eine abgegangene mittelalterliche Höhenburg auf 399 m ü. NHN etwa 500 m nordwestlich der Kapelle St. Leonhard und St. Wendelin von Althexenagger (Sauhof), einem Gemeindeteil des Marktes Altmannstein im Landkreis Eichstätt in Bayern. Der Burgstall liegt südöstlich des etwa 25 m unterhalb vorbeifließenden Schambachs.

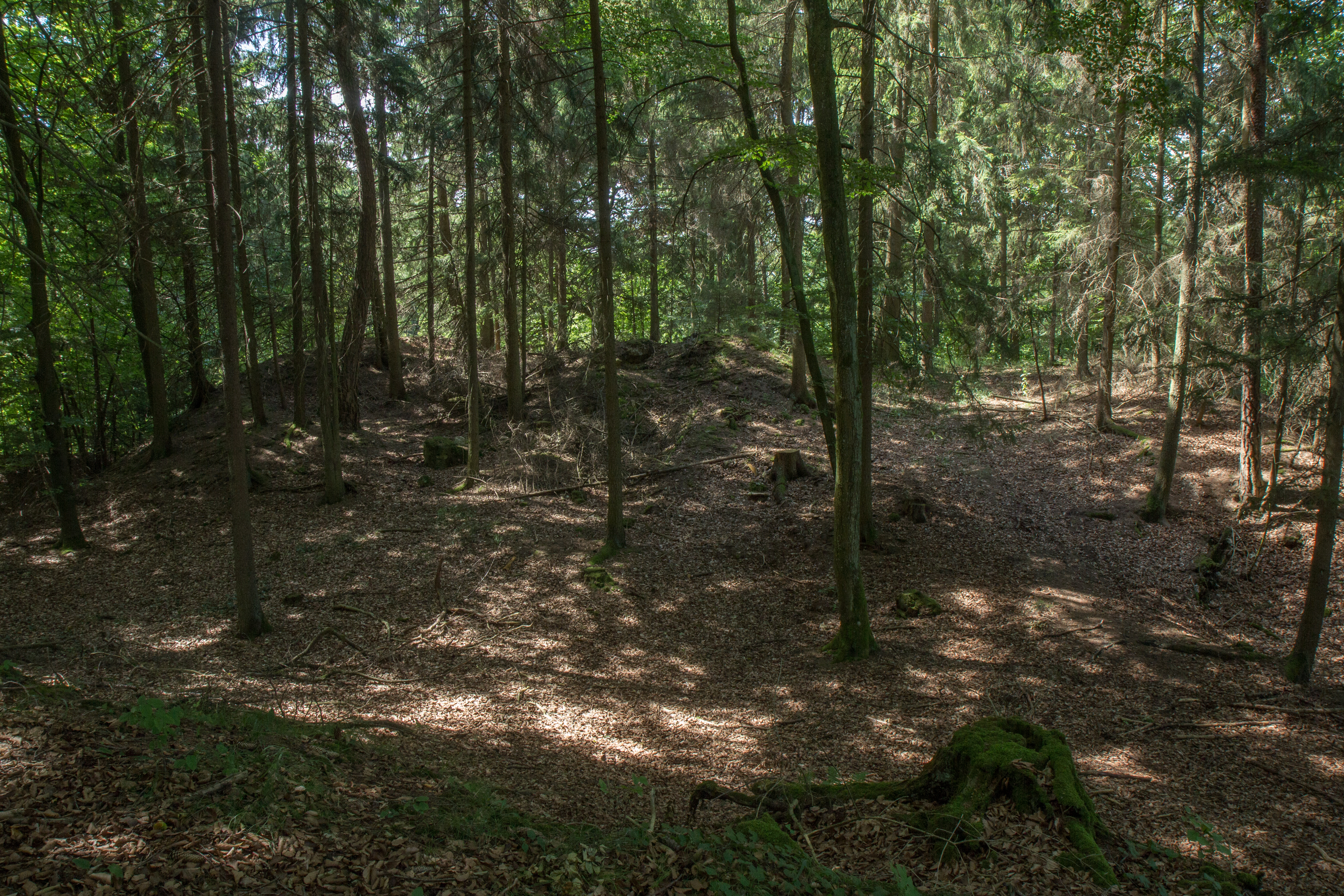
Blick über den breiten inneren Halsgraben zur Kernburg des Burgstalls Althexenagger

Die Anlage wird als Bodendenkmal unter der Aktennummer D-1-7036-0004 im Bayernatlas als „mittelalterlicher Burgstall“ geführt. Die in einem Waldgebiet liegende fast dreieckige Anlage erstreckt sich 140 m in Ost-West-Richtung und 120 m in Nord-Süd-Richtung. Von der im 14. Jahrhundert abgegangenen Burg bestehen noch Wälle und Gräben.